# Gasern
Gasern ist ein Ortsteil der sächsischen Gemeinde Käbschütztal im Landkreis Meißen.

## Geographie
Gasern liegt nordwestlich der Kreisstadt Meißen und ist einer der nördlichsten Ortsteile Käbschütztals. Östlich des Ortes verläuft die Bundesstraße 6 entlang der Elbe von Dresden Richtung Riesa. Südlich von Gasern verläuft die Bundesstraße 101, vom Meißner Schottenbergtunnel kommend, durch das weitere Gemeindegebiet Käbschütztals. Der Ort ist durch Gemeindestraßen an die Bundesstraßen angebunden.
Gasern grenzt an mehrere Meißner Gemarkungen, so im Südosten an Obermeisa, im Osten an Fischergasse und Klosterhäuser sowie im Norden und Nordwesten an das Klostergut zum Heiligen Kreuz. Südwestlich benachbart ist Niederjahna und westlich Jesseritz (beide zu Käbschütztal). Nächster Ort in nordwestlicher Richtung ist Keilbusch, ein Ortsteil der Gemeinde Diera-Zehren, ohne jedoch direkt an Gasern zu grenzen.

## Geschichte
Die Siedlung wird 1252 erstmals als „Kozerin“ urkundlich erwähnt, als das nahe Meißner Kloster Heilig Kreuz das Dorf geschenkt bekam. In den folgenden Jahrhunderten findet der Ortsname unter anderem in den Formen „Coserin“, „Gazerin“, „Kasern“ und „Kaßeren“ Erwähnung.
Im Jahr 1378 gehörte Gasern zum Castrum Meißen in der Markgrafschaft Meißen. Ein Vorwerk war 1448 ansässig. Die Grundherrschaft übte bis zu seiner Aufhebung im Jahr 1568 das Kloster Heilig Kreuz aus. Die Verwaltung des Ortes oblag um 1547 dem Amt Meißen, für die Jahre 1764 und 1816 ist eine Verwaltung durch das kursächsische bzw. königlich-sächsische Schulamt Meißen belegt. Um 1843 lag Gaern wiederum im Amt Meißen. Bei den im 19. Jahrhundert im Königreich Sachsen durchgeführten Verwaltungsreformen wurden die Ämter aufgelöst. Dadurch kam Gasern im Jahr 1856 unter die Verwaltung des Gerichtsamts Meißen und 1875 an die neu gegründete Amtshauptmannschaft Meißen.
Das Dorf entstand als platzartiger Bauernweiler und war mit einer Block- und Streifenflur ausgestattet. Am Weg zum Keilbusch liegt ein ehemaliger Gesundbrunnen, der 1714 entdeckt wurde.
Die Ortsgemarkung hatte um 1900 eine Größe von 128 Hektar. Zu dieser Zeit hatte Gasern etwa 115 Einwohner. Es wird angegeben, dass der Ort ins Kloster St. Afra gepfarrt war. Auch heute noch gehört Gasern zur dortigen Kirchgemeinde. Am 1. November 1935 schlossen sich Gasern, Jesseritz, Oberjahna, Schletta und Sieglitz zur Gemeinde Jahna zusammen. Nach dem Zweiten Weltkrieg wurde der Ort Teil der sowjetischen Besatzungszone und später der DDR. In der Kreisreform 1952 wurde Gasern dem Kreis Meißen zugeteilt. In den 1960er und 1970er Jahren kam es innerhalb von fünf Jahren zu zwei Gemeindezusammenschlüssen. Am 1. Januar 1969 wurde die Gemeinde Jahna-Kagen aus Jahna und Kagen gebildet, zum 1. März 1974 wurde diese dann mit Löthain zu Jahna-Löthain zusammengeschlossen.
Nach Wende und Wiedervereinigung existierte der Kreis Meißen bis zur Kreisreform 1994 als Landkreis Meißen im neugegründeten Freistaat Sachsen weiter. Im Zuge dieser Reform kam es zur Bildung des Landkreises Meißen-Radebeul (ab 1996 nur Landkreis Meißen). Im selben Jahr schlossen sich die Gemeinden Jahna-Löthain, Krögis und Planitz-Deila zur neuen Gemeinde Käbschütztal mit 37 Ortsteilen zusammen.
Am 1. August 2008 fusionierten die beiden Nachbarkreise Meißen und Riesa-Großenhain im Zuge der zweiten Kreisreform in Sachsen zum dritten Landkreis Meißen. In Gasern wurden zwei Bauwerke vom sächsischen Innenministerium in die Kulturdenkmalliste für Käbschütztal aufgenommen.

### Entwicklung der Einwohnerzahl
| Jahr | Einwohnerzahl                |
| ---- | ---------------------------- |
| 1551 | 8 besessene Mann, 9 Inwohner |
| 1764 | 11 besessene Mann            |
| 1834 | 71                           |
| 1871 | 116                          |
| 1890 | 111                          |
| 1910 | 117                          |
| 1925 | 96                           |